# Vajó József
Vajó József, Vajó József András (Kiskapos, Ung megye, 1863. június 15. – Felsőnovaj, 1921. november 16.) teológiai doktor, premontrei kanonok és tanárképző intézeti tanár.

## Élete
1881. szeptember 4-én lépett a rendbe; 1886. november 5-én szentelték föl. Az innsbrucki egyetemen végezte teológiai tanulmányait. 1887-ben tanár lett a jászói teológiai intézetben, egyszersmind az ottani plébánia ideiglenes adminisztrátora; később a rend budapesti hittudományi és tanárképző intézetében a dogmatika tanára volt.
Cikkei a Magyar Államban (1902. 240., 241. sz. A hit jogosultsága a tudományok körében) és a Hittudományi Folyóiratban (XI.).

## Munkái
- A hit. Bpest, 1904
- A vallás és kinyilatkoztatás. Uo. 1906